# Koraly Pérez-Edgar
Koraly Elisa Pérez-Edgar es una psicóloga del desarrollo que estudia el temperamento de los niños pequeños y las conexiones entre el temperamento, los trastornos de ansiedad y otras formas de psicopatología. Es conocida por sus estudios de niños tímidos que pueden desarrollar inhibición del comportamiento o ansiedad social.
Pérez-Edgar es profesora McCourtney de estudios infantiles y profesora de psicología en la Universidad Estatal de Pensilvania, donde dirige el Laboratorio de cognición, afecto y temperamento. Pérez-Edgar es editor en jefe de la revista Developmental Psychology.

## Biografía
Pérez-Edgar obtuvo su AB en Psicología en Dartmouth College en 1995, donde realizó investigaciones bajo la supervisión de Alfonso Caramazza. Pérez-Edgar continuó sus estudios en la Universidad de Harvard, donde recibió su maestría (1998) y Ph.D. (2001) en Psicología. Su disertación titulada "Control atencional en contextos emocionales: el papel potencial del temperamento" fue supervisada por Jerome Kagan. Realizó una investigación posdoctoral con Nathan A. Fox en la Universidad de Maryland, donde utilizaron la electrofisiología para estudiar las respuestas de los niños a las palabras de emoción y las condiciones emocionalmente cargadas.
Antes de mudarse a Penn State en 2011, Pérez-Edgar formó parte del cuerpo docente de la Universidad George Mason (2006-2011). En 2021, Pérez-Edgar recibió el Premio a la Enseñanza de la Facultad de Posgrado 2021 de Penn State en reconocimiento a su destacado desempeño docente y asesoramiento a estudiantes de posgrado. Su investigación ha sido financiada por los Institutos Nacionales de Salud.

## Investigación
Pérez-Edgar estudia el temperamento y el desarrollo emocional de los niños pequeños. Ella ha tomado una variedad de enfoques para encontrar explicaciones para la ansiedad social y otras dificultades de comportamiento que enfrentan los niños, y cómo dichas dificultades pueden estar relacionadas con las diferencias en los estilos de crianza y otros factores externos. Pérez-Edgar y sus colegas han documentado sesgos atencionales atípicos en niños pequeños con inhibición conductual que tienden a apartarse de las situaciones sociales. Estos niños corren un mayor riesgo de desarrollar ansiedad crónica y otras formas de psicopatología.
En una prueba controlada aleatorizada que involucró a niños con síntomas de ansiedad, Pérez-Edgar y sus colegas encontraron evidencia de que un tratamiento para modificar los sesgos atencionales fue efectivo para reducir el número y la gravedad de los síntomas de ansiedad en comparación con una condición de placebo.

## Libros
- Pérez-Edgar, K., & Fox, NA (Eds.). (2018). Inhibición del comportamiento: integración de la teoría, la investigación y las perspectivas clínicas . Publicaciones internacionales de Springer.
- LoBue, V., Pérez-Edgar, K. y Buss, KA (Eds.). (2019). Manual de desarrollo emocional . Saltador.

## Publicaciones representativas
- Chronis-Tuscano, A., Degnan, KA, Pine, DS, Perez-Edgar, K., Henderson, HA, Diaz, Y., Raggi, VL y Fox, NA (2009). Informe materno temprano estable de inhibición del comportamiento predice el trastorno de ansiedad social de por vida en la adolescencia. Revista de la Academia Estadounidense de Psiquiatría Infantil y Adolescente, 48 (9), 928–935. https://doi.org/10.1097/chi.0b013e3181ae09df
- Eldar, S., Apter, A., Lotan, D., Pérez-Edgar, K., Naim, R., Fox, NA, . . . Bar-Haim, Y. (2012). Tratamiento de modificación del sesgo de atención para los trastornos de ansiedad pediátricos: un ensayo controlado aleatorio. Revista estadounidense de psiquiatría, 169 (2), 213–230. https://doi.org/10.1176/appi.ajp.2011.11060886
- McDermott, JM, Pérez-Edgar, K., Henderson, HA, Chronis-Tuscano, A., Pine, DS y Fox, NA (2009). Una historia de inhibición del comportamiento infantil y un mayor control de la respuesta en la adolescencia están relacionados con la ansiedad clínica. Psiquiatría biológica, 65 (5), 445–448. https://doi.org/10.1016/j.biopsych.2008.10.043
- Pérez-Edgar, K., & Fox, NA (2005). Temperamento y trastornos de ansiedad. Clínicas Psiquiátricas para Niños y Adolescentes de América del Norte, 14 (4), 681–706. https://doi.org/10.1016/j.chc.2005.05.008
- Pérez-Edgar, K., Bar-Haim, Y., McDermott, JM, Chronis-Tuscano, A., Pine, DS y Fox, NA (2010). Los sesgos de atención a la amenaza y la inhibición del comportamiento en la primera infancia dan forma al aislamiento social de los adolescentes. Emoción, 10 (3), 349–357. https://doi.org/10.1037/a0018486